# Nivaldo Mulim
Nivaldo Mulim da Costa (São Gonçalo, 24 de abril de 1959) é um político brasileiro, filiada ao PR. É irmão do também político Neílton Mulim.
Se elegeu deputado estadual no Rio de Janeiro em 2014 pela primeira vez, para o mandato 2015–2019.
Em abril de 2015, em polêmica votação, foi um dos parlamentares a votar a favor da nomeação de Domingos Brazão para o Tribunal de Contas do Estado do Rio de Janeiro, nomeação esta muito criticada na época.
Votou a favor da privatização da CEDAE logo após o seu irmão, o ex-prefeito do Município de São Gonçalo (RJ), Neilton Mulim, ter sido nomeado presidente da Fundação Instituto da Pesca do Estado do Rio de Janeiro (Fiperj) em 9 de fevereiro de 2017. Votou, também, pela reeleição como presidente da ALERJ do deputado Jorge Piciiani, do PMDB, deputado este acusado de organizar esquema de propina no Tribunal de Contas do Estado do Rio de Janeiro (TCE-RJ).
Aprovou o requerimento nº 267/2017 de autoria dos deputados Gustavo Tutuca e Paulo Melo, ambos do PMDB, que criou uma Comissão Parlamentar de Inquérito (CPI) para investigar denúncias de irregularidades nas folhas de pagamentos e bolsas no âmbito das Universidades Estaduais do Rio de Janeiro.
Em 17 de novembro de 2017, votou pela revogação da prisão dos deputados Jorge Picciani, Paulo Melo e Edson Albertassi, denunciados na Operação Cadeia Velha, acusados de integrar esquema criminoso que contava com a participação de agentes públicos dos poderes Executivo e do Legislativo, inclusive do Tribunal de Contas, e de grandes empresários da construção civil e do setor de transporte.